# نظریه دو ملت

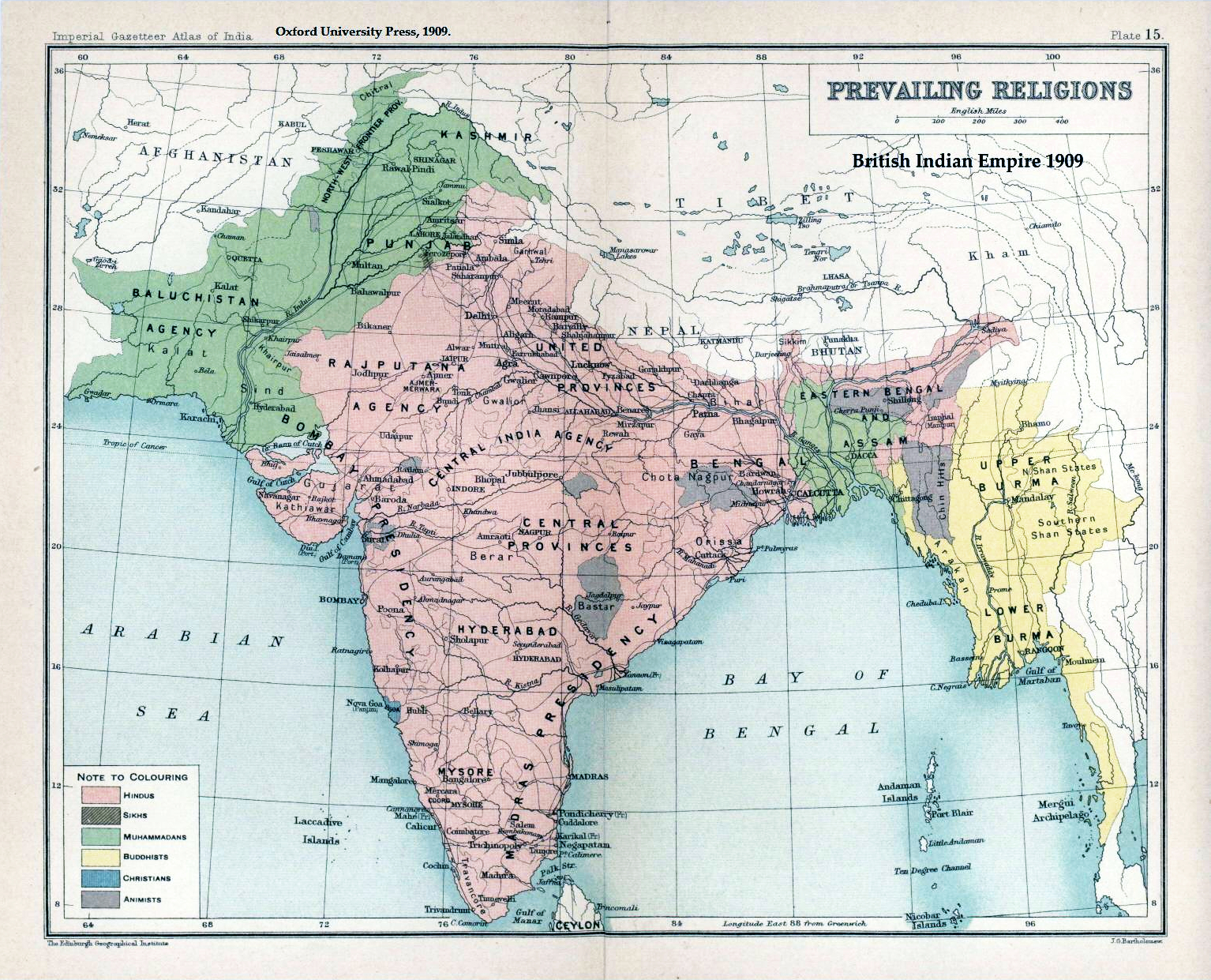
نقشه امپراتوری بریتانیا در ۱۹۰۹, نواحی بر حسب اختلاف مذهب تقسیم‌بندی شده‌اند

نظریه دو ملت (اردو: دو قومی نظریه do qaumī nazariya) پایهٔ اساسی در به وجود آمدن کشور پاکستان بوده‌است. این نظریه اذعان داشت که مسلمانان و هندوها در هندوستان، دو ملت جدایند؛ مسلمانان بایستی بنا بر فرهنگ، دین و آیین خود ملتی مستقل از هندوان داشته باشند و بنا بر این آیین رشد یابند. بنا بر نظریه دو ملت بود که جنبش پاکستان آغاز شد و چندپارگی هند در ۱۹۴۷ عملی شد.
یکی از اصلی‌ترین بنیان‌گذاران نظریه دو ملت محمدعلی جناح بود. این دیدگاه واکنشی به نظر ملی‌گرایی هندوها هم بود، که خواهان تشکیل کشوری بر پایهٔ فرهنگ و آیین هندی بودند.